# Hog och Strand
Hog och Strand är en av SCB avgränsad och namnsatt småort i södra delen av Uddevalla kommun i Västra Götalands län. Småorten omfattar bebyggelse i Hog och Strand i Resteröds socken